# Úšovice
Úšovice jsou nejstarší částí města Mariánských Lázní v okrese Cheb v Karlovarském kraji, jejichž území původně spadalo pod obec Úšovice. V nejstarší části Úšovic, kde se nyní nachází kostel svatého Antonína, stávala kdysi tvrz, jejíž zbytky jsou dodnes v terénu patrné. V roce 2011 zde trvale žilo 6 651 obyvatel.

## Historie
První písemná zmínka o vesnici pochází z roku 1273.
K obci Úšovice patřila dříve i čtvrť Šenov i vlastní Mariánské Lázně. Mariánské Lázně o rozloze 772 hektarů byly z Úšovic vyčleněny po roce 1818. Po vybudování železniční trati a nádraží v roce 1872 dostalo nádraží v tehdejších Úšovicích název Mariánské Lázně. Kolem hostince Schönau (Šenov, později Šumava), postaveného v roce 1838, a v okolí vyrostly čtvrti Šenov, Bellevue, Nádražní čtvrť a Luft.

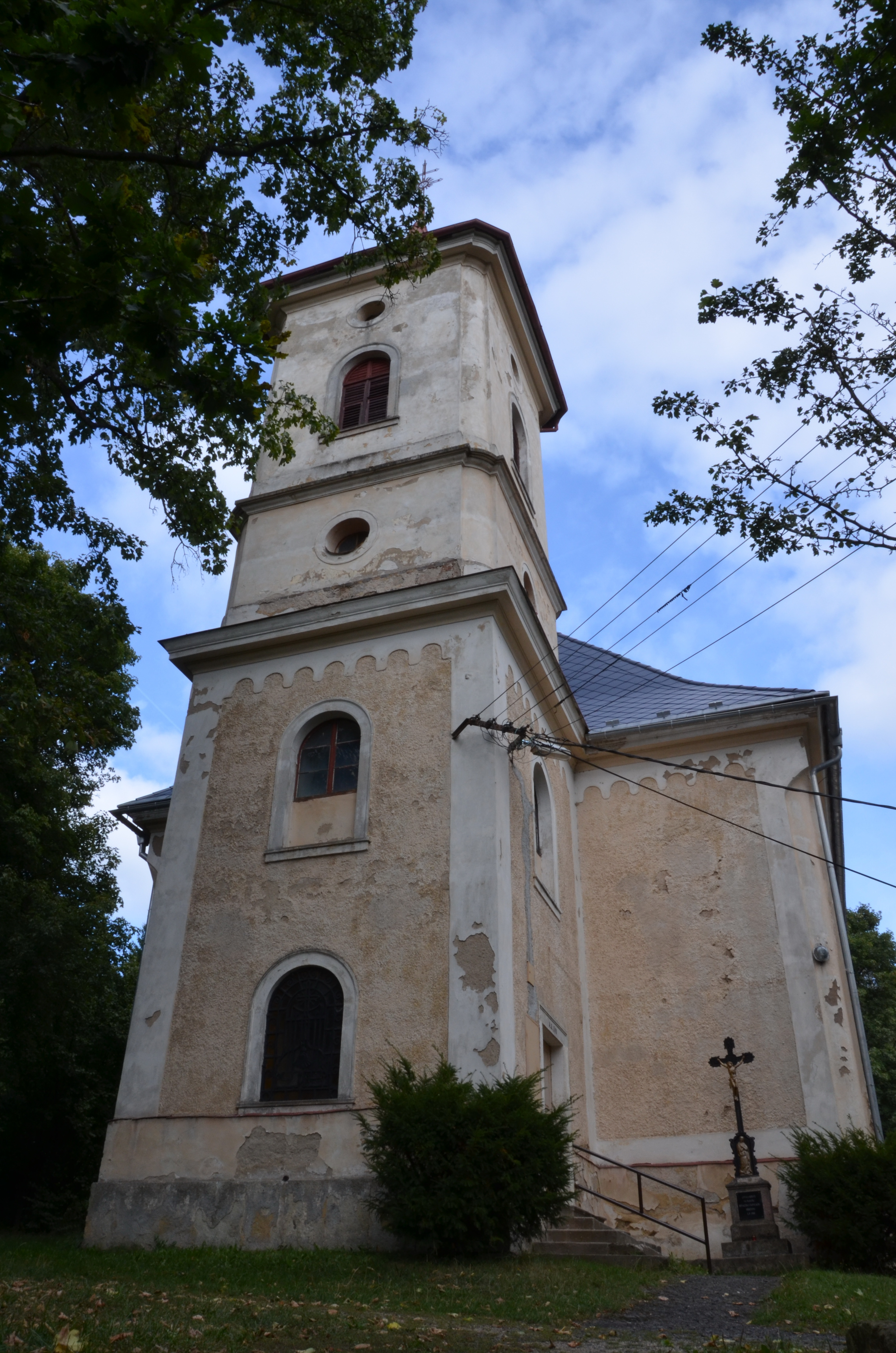
Kostel svatého Antonína Paduánského

19. června 1886 byla podána okresnímu hejtmanství Teplá žádost o založení nového městečka Šenov složeného ze čtvrtí Šenov, Nádražní, Luft a Hamrníky. Obecní zastupitelstvo v Úšovicích se k žádosti vyjádřilo zamítavě. Klášter Teplá se vyjádřil, že ke vzniku nové obce nemá námitek. Okresní výbor Teplá v roce 1887 zjišťoval na místě názory občanů a došel k závěru, že většina majitelů domů a pozemků v dotčené oblasti s navrhovaným odtržením od Úšovic nesouhlasila. Další návrh, zahrnující tentokrát již jen čtvrti Šenov a Nádražní čtvrť, byl podán 5. května 1887. Účetnictví Úšovic začal zkoumat Okresní úřad v Teplé i Zemský výbor v Praze, obec Úšovice však opět nesouhlasila. Když ani po třech letech nebyla žádost vyřízena, Šenovští změnili návrh a začali požadovat připojení Šenova k Mariánským Lázním, s čímž Mariánské Lázně souhlasily, obec Úšovice i tento návrh odmítla. Výnosem Zemského výboru v Praze ze 17. října 1893 byly čtvrti Šenov a Nádražní odtrženy od Úšovic a připojeny k Mariánským Lázním. Součástí Úšovic zůstaly čtvrtě Luft a Bellevue a osady Hamrníky a Stanoviště. Dnem 1. dubna 1895 Mariánské Lázně převzaly správu nového území a následně přečíslovaly domy, 8 let poté byla k nádraží zavedena elektrická dráha. Jméno čtvrti a zamýšleného městečka Šenov postupně upadlo v zapomenutí.
15. října 1941 byly k Mariánským Lázním připojeny Henleinovým příkazem i Úšovice s osadami Stanoviště a Hamrníky, bylo však zachováno úšovické i hamernické samostatné číslování domů. Po válce byl sice tento příkaz anulován, ale město Mariánské Lázně okamžitě požádalo o nové právní připojení Úšovic, které tak z hlediska dnešního práva nastalo v roce 1945. V šedesátých letech vznikl problém na novém sídlišti Panská Pole, jímž se proplétá klikatá katastrální hranice a systémy číslování domů se zde prolínají.
V současnosti zde natrvalo žije valná většina mariánskolázeňských obyvatel. Příčinu tomu zavdalo urbanistické řešení poválečné výstavby a následná výstavba obytných sídlišť, která pokračuje až do dnešních dnů. Úšovice si zachovaly svůj osobitý charakter a půvab vlastní celému lázeňskému místu.
Název Úšovice je místními obyvateli vyslovován krátce, tedy „Ušovice“.

## Obyvatelstvo
Podle sčítání 1930 zde žilo v 356 domech 3 755 obyvatel. 118 obyvatel se hlásilo k československé národnosti a 3539 k německé. Žilo zde 3586 římských katolíků, 78 evangelíků, 3 příslušníci Církve československé husitské a 25 židů.
| Rok            | 1869 | 1880  | 1890  | 1900  | 1910  | 1921  | 1930  | 1950  | 1961  | 1970  | 1980  | 1991  | 2001  | 2011  | 2021  |
| -------------- | ---- | ----- | ----- | ----- | ----- | ----- | ----- | ----- | ----- | ----- | ----- | ----- | ----- | ----- | ----- |
| Počet obyvatel | 526  | 1 073 | 1 353 | 1 227 | 2 181 | 2 567 | 3 755 | 2 155 | 3 297 | 4 821 | 6 852 | 6 035 | 5 880 | 6 651 | 6 609 |
| Počet domů     | 71   | 119   | 126   | 114   | 166   | 203   | 356   | 387   | .     | 429   | 525   | 538   | 594   | 709   | 717   |

## Obecní správa
Při sčítání lidu v letech 1850–1941 Úšovice byly samostatnou obcí, se kterým patřily nejprve do okresu Teplá, ale v letech 1900–1941 v okrese Mariánské Lázně. Od 15. října 1941 jsou částí města Mariánské Lázně, se kterým patřily nejprve do okresu Mariánské Lázně, ale od roku 1960 v okrese Cheb. V letech 1850–1941 k obci patřily Hamrníky a Stanoviště.

## Pamětihodnosti
- Lázeňský dům Panorama
- Lázeňský dům Miramonte
- Kostel svatého Antonína Paduánského

## Další fotografie

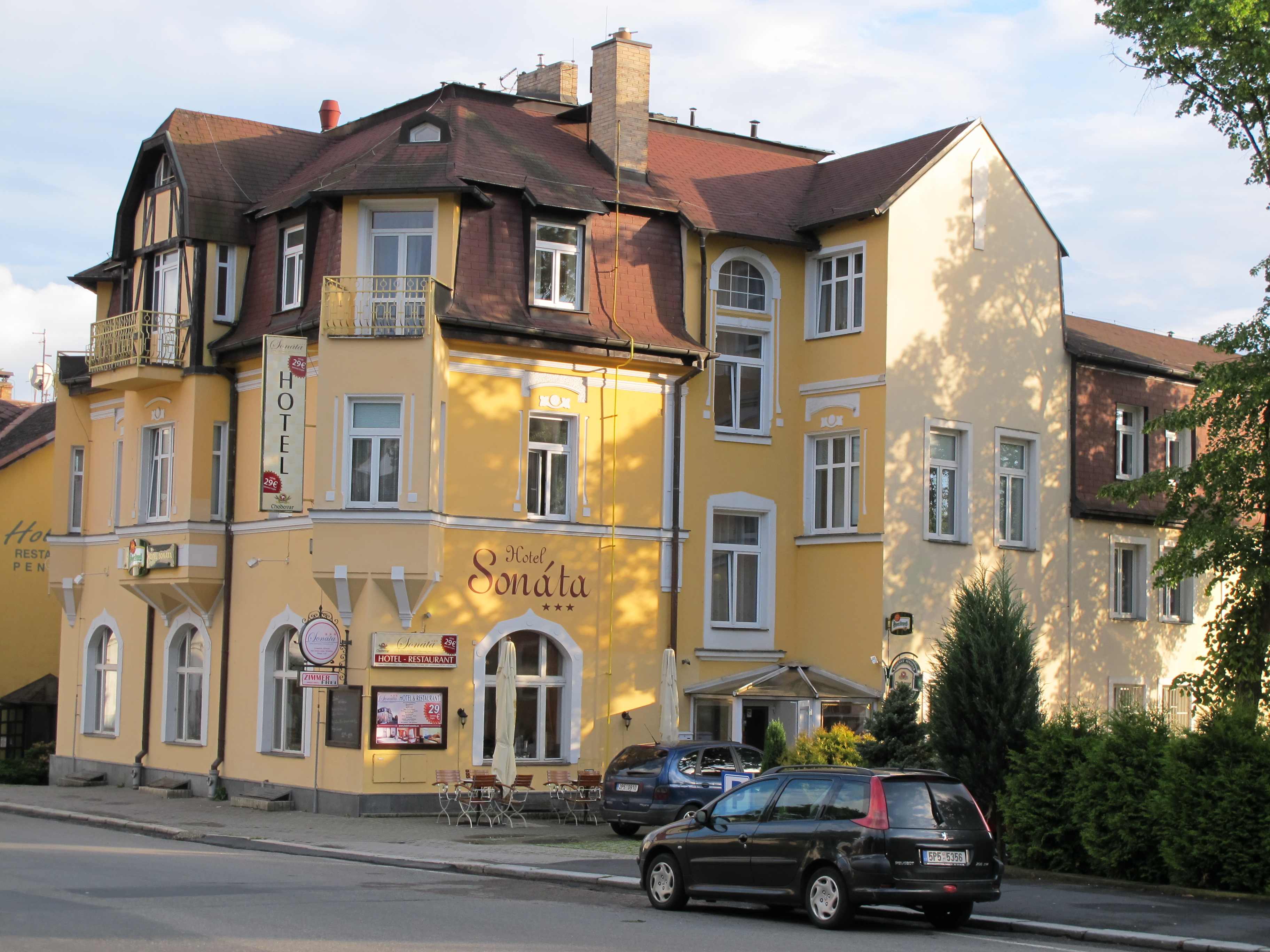
Hotel Sonáta v Plzeňské ulici
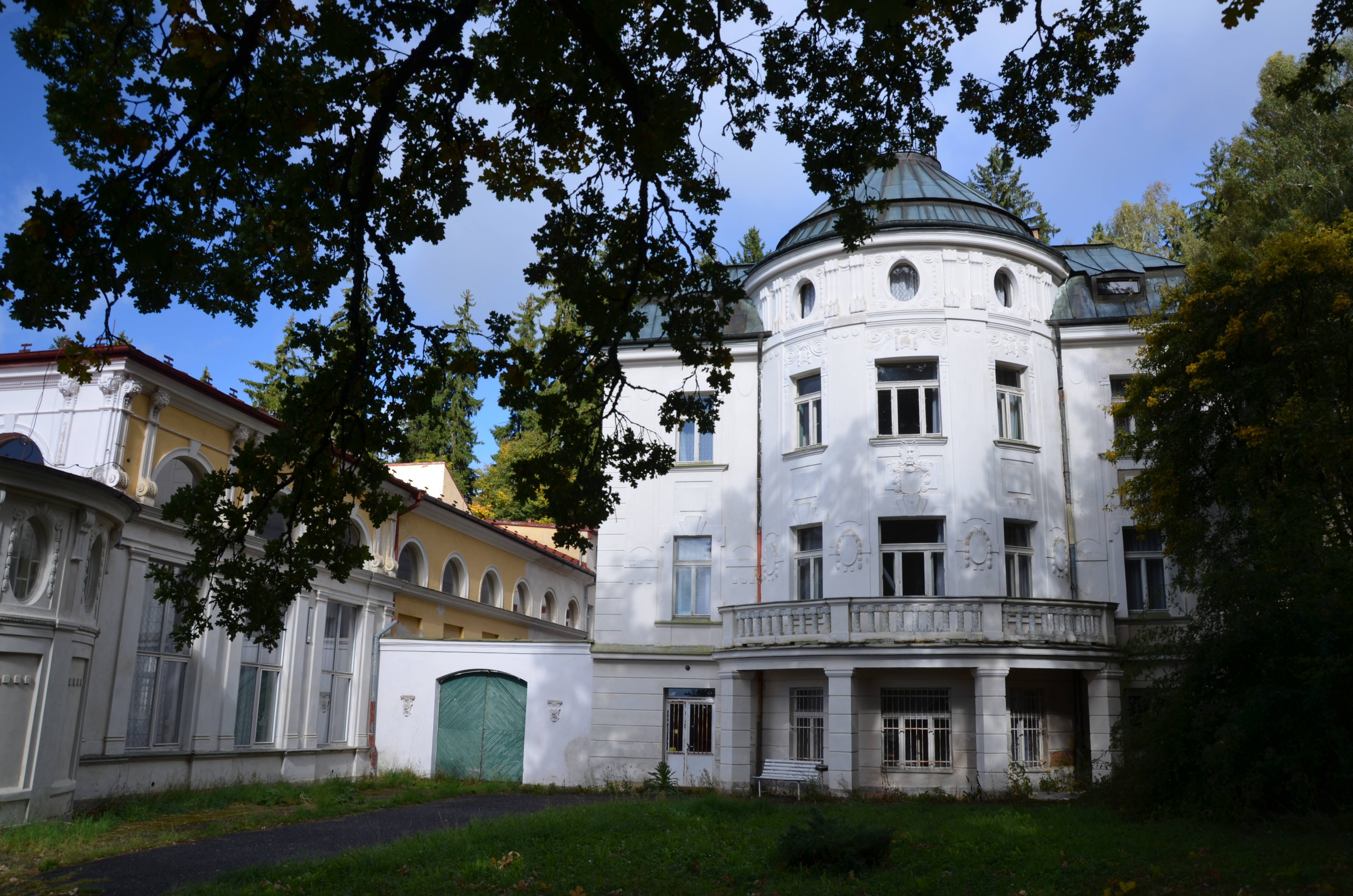
Lázeňský dům Panorama
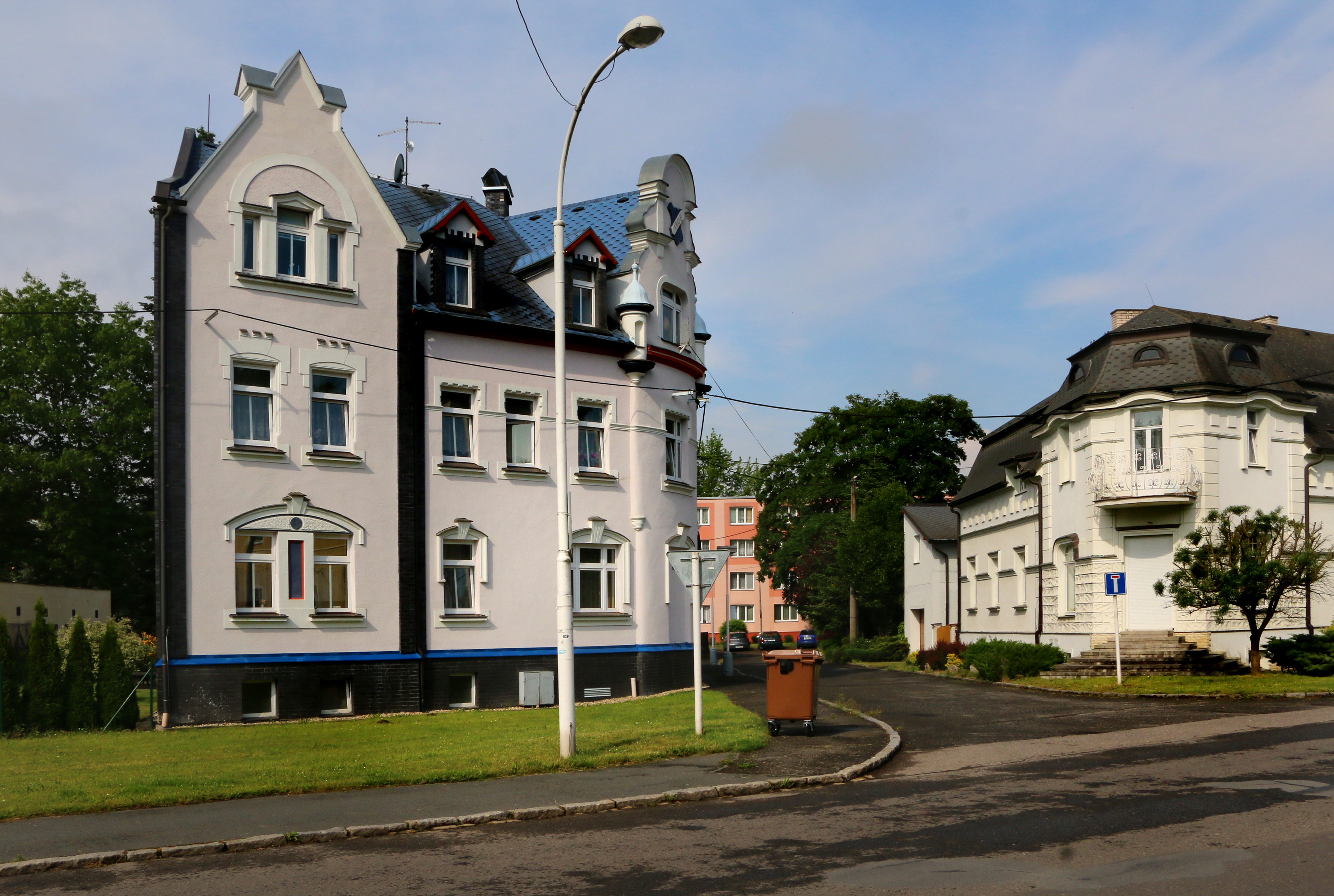
Palackého ulice
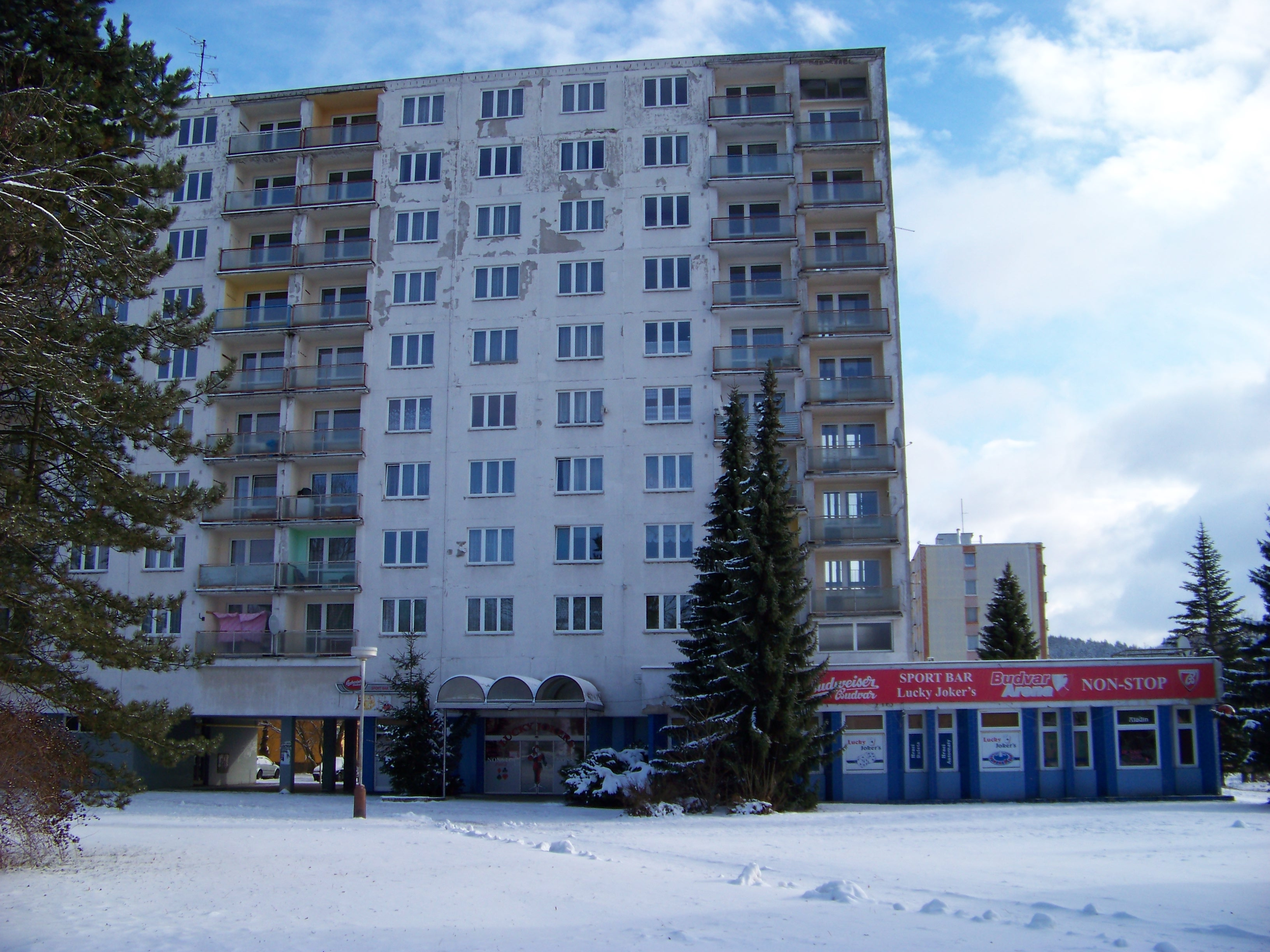
Dům Ural na Školním náměstí